# Мальвазия (греческое вино)
Не путать с виноградом мальвазия и получаемыми из него винами

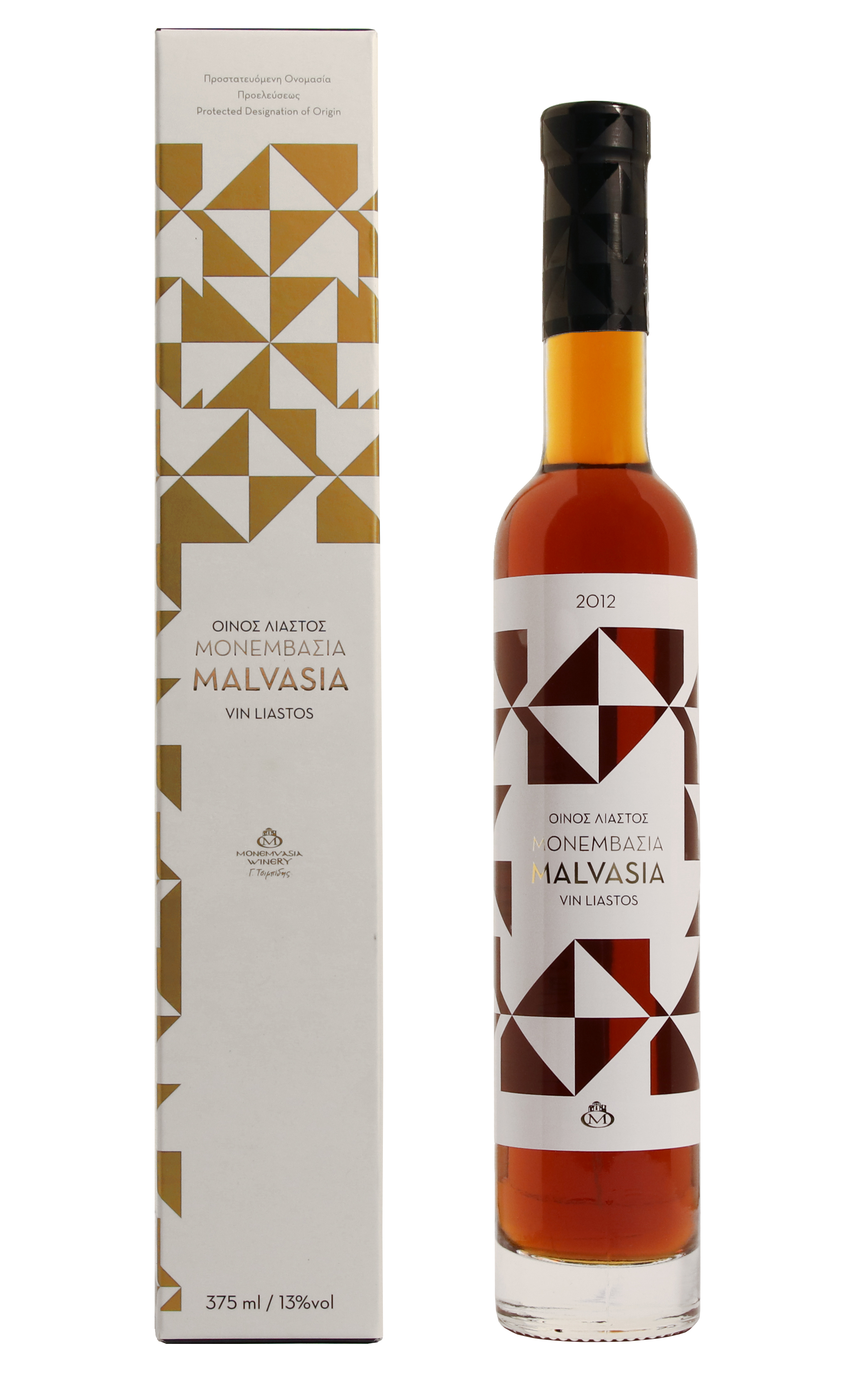
«Мальвазия» в подарочной упаковке

«Мальвазия» (греч. Μαλβαζία) — греческое марочное ликёрное вино позднего сбора, получаемое методом пассито (подвяливания винограда на солнце). Основой для его производства служат местные сорта винограда: атири, кидоница, льятико, трапсатири, вилана и т. д.
Слово «мальвазия», происходящее от названия лаконского города Монемвазия, к западу от Греции обозначает не всегда связанные друг с другом сорта винограда, которые для производства греческой «Мальвазии» не используются. В частности, не имеет отношения к этим западным сортам виноград со сходным названием «монемвазия», который культивируется на греческом острове Парос.
Греческая «Мальвазия» изготавливается из тщательно отобранных ягод, которые собираются в несколько приёмов, по мере созревания, причём высший сорт этого вина, который имеет название pigno, получается лёгким прессованием винограда. После ещё нескольких прессований из оставшегося винограда изготавливают менее насыщенное и более дешёвое вино, именуемое mosto. Соотношение между pigno и mosto напоминает соотношение «Амароне» с «Рипассо» в Венето.
Греческие власти придают большое значение возрождению бренда «Мальвазия», который высоко котировался в средневековой Европе. В XIV и XV веках так называли необычайно насыщенные и сладкие вина с Крита и соседних греческих островов, которые были весьма востребованы на севере Европы. В 1330-е годы сформировался высокоприбыльный торговый треугольник: галеры венецианских купцов вывозили греческое вино во Фландрию и Англию, где меняли вино на шерсть местного производства и пошитую из неё одежду, после чего возвращались в Восточное Средиземноморье, чтобы продать эти товары. В пьесе Шекспира «Ричард III» обыгрывается легенда о том, что в бочке с мальвазией (по-английски malmsey) король Эдуард IV повелел утопить своего брата герцога Кларенса. После того, как Грецию заняли турки и в соответствии с предписаниями ислама стали препятствовать производству и вывозу оттуда вина, термин malmsey был перенесён англичанами на любое сладкое вино с содержанием алкоголя выше среднего, в частности на самые сладкие разновидности мадеры.
Центром производства средневековой мальвазии был Крит (Кандия), откуда его продолжали вывозить в Венецию вплоть до середины XVII века, когда венецианцев с острова вытеснили турки. В 2010—2012 годах было объявлено о создании близ Монемвазии, на островах Крит и Парос четырёх новых аппелласьонов (PDO) для производства вин данного типа; в названии всех их фигурирует слово «Мальвазия». Следует иметь в виду, что технология производства средневековой мальвазии не была задокументирована, поэтому прямая преемственность между современными греческими винами и ней отсутствует.

## Сходные вина
- Коммандария
- Винсанто
- Греческие мускаты
- Прошек